# Jungla de asfalt
Jungla de asfalt (engleză: The Asphalt Jungle) (1950) este un film noir regizat de John Huston. Filmul este bazat pe romanul cu același nume de W. R. Burnett. În rolurile principale interpretează actorii Sterling Hayden, Jean Hagen, Sam Jaffe, Louis Calhern, James Whitmore. De asemenea, într-un rol minor, dar important, apare Marilyn Monroe, o necunoscută în momentul în care filmul a fost realizat, dar aceea nu este menționată pe afișe.
Filmul prezintă povestea unui grup de oameni care planifică și execută un jaf asupra unui seif cu bijuterii. Acesta a fost nominalizat la patru premii Oscar.
În 2008, filmul a fost inclus în Registrul Național de Film de către Biblioteca Congresului fiind considerat important din punct de vedere "cultural, istoric sau estetic".

## Distribuție
- Sterling Hayden ca Dix Handley
- Louis Calhern ca Alonzo D. Emmerich
- Jean Hagen ca Doll Conovan
- James Whitmore ca Gus Minissi
- Sam Jaffe ca "Doc" Erwin Riedenschneider
- John McIntire - Comisarul de poliție Hardy
- Marc Lawrence - Cobby
- Barry Kelley ca Lt. Ditrich
- Anthony Caruso ca Louis Ciavelli
- Teresa Celli ca Maria Ciavelli, soția lui Louis
- Marilyn Monroe ca Angela Phinlay
- William "Wee Willie" Davis ca Timmons
- Dorothy Tree ca May Emmerich, soția bolnavă a lui Alonzo Emmerich
- Brad Dexter ca Bob Brannom
- John Maxwell ca Dr. Swanson
- Frank Cady - Funcționarul de noapte

## Vezi și
- Listă de filme noir din anii 1950